# Oligia arctides
Oligia arctides là một loài bướm đêm trong họ Noctuidae.